# 티나 터너
티나 터너(영어: Tina Turner, 본명은 애나 메이 불럭(영어: Anna Mae Bullock), 1939년 11월 26일~2023년 5월 24일)는 스위스에 귀화한 미국 출신 가수이자 배우다. 티나 터너는 솔로로 데뷔하기 전에 ike & tina turner revue 멤버로 활동하였다. 가장 많은 앨범을 판 가수 가운데 한 사람이자 락앤롤의 여왕으로 불린다. 티나 터너는 무대에서 에너제틱함과 파워풀한 가창력으로 주목받았다. 티나 터너는 1958년  ike turner의 Kings of Rhythm으로 가수 인생을 시작했다. 티나 터너가 대중에게 알려지기 시작한 건 A fool in love(1960)이란 노래 덕이었다. 그리고 2년 뒤 Ike turner와 결혼했다. 티나 터너는 이후에 줄줄이 음악적으로 성공했다. 예를 들어 1966년에 발표한 River deep mountain high와 그래미를 탄 Proud mary(1971) 그리고 Nutbush city limits(1973) 이후 티나 터너는 1976년 ike turner와 떨어진다. 물론 여기에 관계단절은 인간관계를 포함한 모든 관계다. 결국 1978년 부부는 이혼한다. 1986년에 발매한 티나 터너 자서전에 따르면, 결혼 생활하면서 가정폭력을 당했다고 폭로했다.
1980년대 티나 터너는 전세계적으로 히트를 친 Private Dancer(1984)를 발표한다. 이 앨범에는 “What’s love got do with it”을 포함하고 있다. 이 노래는 티나 터너에게 Grammy Award for record of the year 상을 안겨주었고 처음이자 아직까진 마지막 곡이 되었다. 티나 터너는 1980년대와 90년대 성공은 multi platinum album과 히트 싱글로 계속 이어나갔다. 히트 싱글은 "Better Be Good to Me" (1984), "Private Dancer" (1984), "We Don't Need Another Hero (Thunderdome)" (1985), "Typical Male" (1986), and "I Don't Wanna Fight" (1993)를 포함한다. 1993년 티나 터너는 “what’s love got to do with it”라는 티나 터너 인생을 담은 영화를 발표한다. 연기 배우는 당대 최고 여배우 앤절라 배싯. 앤절라는 이후 인터뷰에서 티나의 특이한 행동과 춤을 연기하는 게 매우 힘들었으며 그만큼 티나가 위대한 가수였음을 표현했다. 티나 터너는 1975년에 개봉한 록 뮤지컬 Tommy와 1985년에 개봉한 Mad Max Beyond Thunderdome, 1993년도에 개봉한 Last Action Hero를 통해 배우로도 성공을 거두었다
티나 터너는 12번 그래미상을 받았다. 롤링스톤지 집계에 따르면, 100 greatest artists of all time에서 63위, 100 greatest singers of all time에서 17위에 등재되었다. 티나 터너는 Hollywood Walk of Fame과 St. Louis Walk of Fame에 별(대체할 말을 찾아주세요.)을 가지고 있다. 그녀는 1991년 전 남편과 락앤롤 명예의 전당에 등재되었고 2005년 케네디 공로상 수령인이었다.
한 때 안락사를 생각할 정도로 건강이 악화되어 남편인 바흐 권고로 2017년 4월 7일 신장 이식 수술을 받았으나, 2023년 5월 24일 암, 뇌졸중, 신부전으로 투병 중 사망했다.

## 데뷔와 활동
남편 아이크 터너와 함께 그룹 '아이크 & 티나 터너 리뷰(Ike & Tina Turner Revue)'를 결성해 데뷔했고, 후에 그룹 이름을 '아이크 & 티나 터너'로 바꾼다. 1971년에 〈River Deep – Mountain High〉, 그리고 크리던스 클리어워터 리바이벌의 곡 리메이크 〈Proud Mary〉로 큰 성공을 거두었다. 또한 1983년에 발표한 알 그린의 곡 리메이크 〈Let's Stay Together〉를 통해 솔로로서도 성공을 거두었다.
또한 1975년에 출연한 영화 《토미》, 《매드 맥스 3》 등을 통해 배우로서도 이름을 알렸는데, 《매드 맥스 3》의 사운드트랙 중 〈We Don't Need Another Hero〉가 히트해 티나 터너는 그래미상과 골든 글로브상 후보로 지명되었다. 1993년 영화 《라스트 액션 히어로》에도 출연한다.
2008년부터 2009년 하반기까지 50주년 기념 콘서트인 'Tina!: 50th Anniversary Tour'를 진행하였다.

## 거주지와 시민권 문제
지난 1997년 래리킹과의 인터뷰에서 티나는 유럽에서의 자신의 음악이 미국보다 더 주목을 받고있다고 밝혔고, 이러한 이유과 여러 가지 세부 사항들을 들어 미국에서 더 이상 살지 않는다고 밝혔다. 이후 티나는 영국, 프랑스, 독일 등지에서 거주하다가 2013년 4월 스위스 시민권을 취득하였다. 그리고 같은 해 10월 미국 시민권을 자발적으로 포기하는 절차를 마쳤다.

## 음반
- Tina Turns the Country On!(1974)
- Acid Queen(1975)
- Rough(1978)
- Love Explosion(1979)
- Private Dancer(1984)
- Break Every Rule (1986)
- Foreign Affair(1989)
- Wildest Dreams(1996)
- Twenty Four Seven(1999)